# Loup enragé de Cornil
 (février 2022).
La mise en forme du texte ne suit pas les recommandations de Wikipédia : il faut le « wikifier ».
Les points d'amélioration suivants sont les cas les plus fréquents. Le détail des points à revoir est peut-être précisé sur la page de discussion.
- Les titres sont pré-formatés par le logiciel. Ils ne sont ni en capitales, ni en gras.
- Le texte ne doit pas être écrit en capitales (les noms de famille non plus), ni en gras, ni en italique, ni en « petit »…
- Le gras n'est utilisé que pour surligner le titre de l'article dans l'introduction, une seule fois.
- L'italique est rarement utilisé : mots en langue étrangère, titres d'œuvres, noms de bateaux, etc.
- Les citations ne sont pas en italique mais en corps de texte normal. Elles sont entourées par des guillemets français : « et ».
- Les listes à puces sont à éviter, des paragraphes rédigés étant largement préférés. Les tableaux sont à réserver à la présentation de données structurées (résultats, etc.).
- Les appels de note de bas de page (petits chiffres en exposant, introduits par l'outil «  Source ») sont à placer entre la fin de phrase et le point final[comme ça].
- Les liens internes (vers d'autres articles de Wikipédia) sont à choisir avec parcimonie. Créez des liens vers des articles approfondissant le sujet. Les termes génériques sans rapport avec le sujet sont à éviter, ainsi que les répétitions de liens vers un même terme.
- Les liens externes sont à placer uniquement dans une section « Liens externes », à la fin de l'article. Ces liens sont à choisir avec parcimonie suivant les règles définies. Si un lien sert de source à l'article, son insertion dans le texte est à faire par les notes de bas de page.
- La présentation des références doit suivre les conventions bibliographiques. Il est recommandé d'utiliser les modèles {{Ouvrage}}, {{Chapitre}}, {{Article}}, {{Lien web}} et/ou {{Bibliographie}}. Le mode d'édition visuel peut mettre en forme automatiquement les références.
- Insérer une infobox (cadre d'informations à droite) n'est pas obligatoire pour parachever la mise en page.

Pour une aide détaillée, merci de consulter Aide:Wikification.
Si vous pensez que ces points ont été résolus, vous pouvez retirer ce bandeau et améliorer la mise en forme d'un autre article.
 (mars 2024).
Motif : formulations fantaisistes et non neutres
Le loup enragé de Cornil désigne un loup atteint de la rage qui a attaqué en deux jours 18 personnes de la paroisse de Cornil (actuelle Corrèze, France), engendrant une période de terreur de plusieurs mois. Durant plusieurs mois, deux chirurgiens de Brive s'activent pour soigner les habitants blessés atteints de la rage.

## Historique

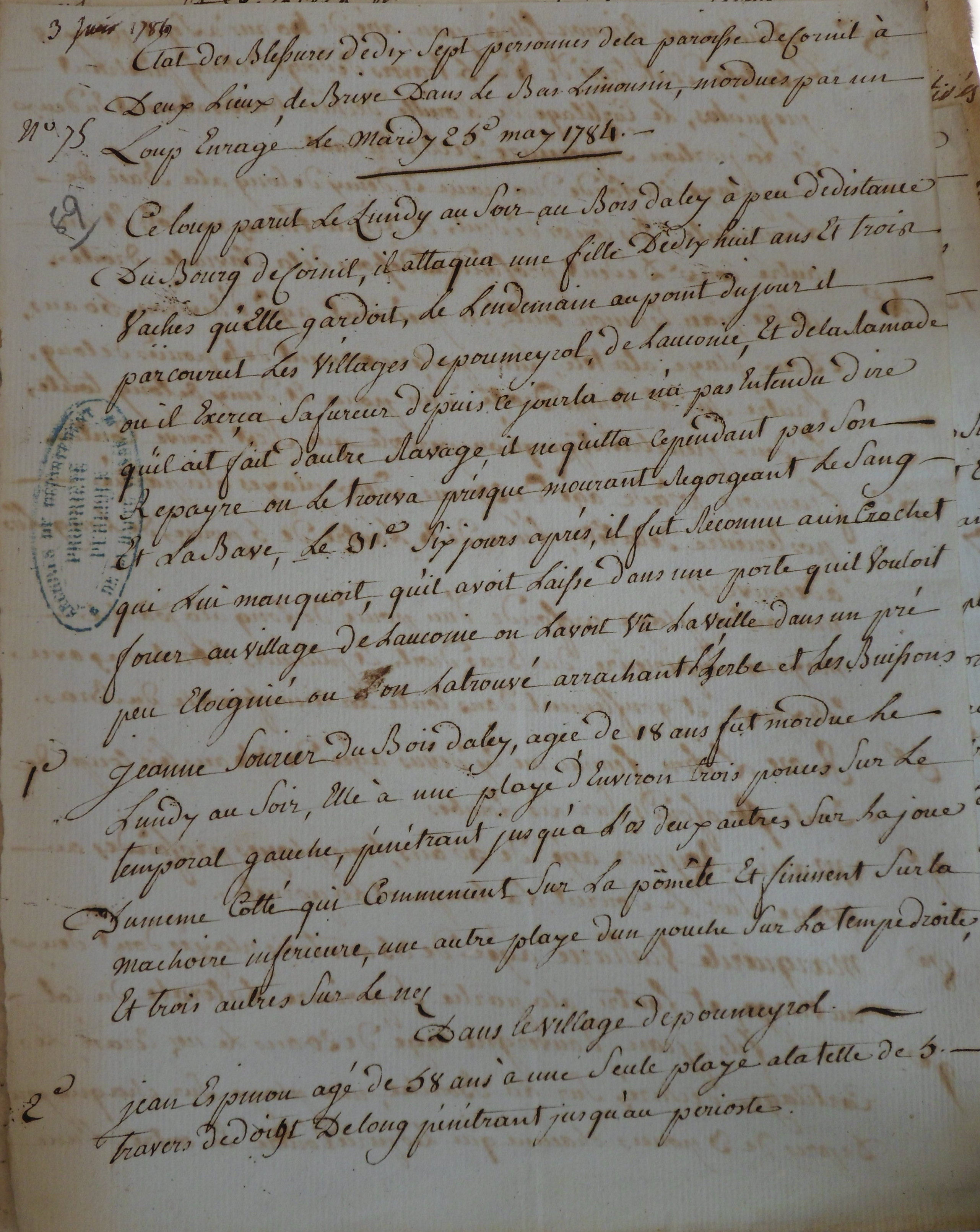
Etat des blessures de dix sept personnes mordues par un loup enragé, rédigé par le chirurgien Rebière, AD Haute-Vienne, C 26 M26.

Entre le 24 et 25 mai 1784, un loup enragé mord dix-huit personnes dans la paroisse de Cornil (Bas-Limousin), issues des villages de Poumeyrol, Lauconie et La Ramade,. Dès le lendemain, l'intendant du Limousin et sa subdélégation décident la mort de l'animal, et de dégager des fonds pour apporter les soins et l'aide nécessaires aux blessés atteints par la rage. Cette affaire fait partie des attaques de loups enragés sur l'homme dans le Royaume de France au XVIIIe siècle, principalement le monde rural.

## Les victimes
Les victimes sont essentiellement des paysans et paysannes de « tout age et de tout sexe », qui sont des tenanciers du maréchal de Noailles et qui « vivent tout autant quil est possible a des paysans de leurs constitution de regime ». Le subdélégué à Brive, de Sales, nous indique que ces paysans et paysannes sont tous pauvres et que seulement deux d'entre eux détiennent « un peu de bien ». Ce qui s'explique par le fait que dans l'élection de Tulle et le nord de celle de Brive, on trouvait surtout des journaliers qui ne possèdent qu'une maison. Le journalier, dans sa large définition, est une personne pauvre qui vit du travail de ses bras et qui n’a aucun bien. Il est payé à la journée ou à la tâche. Il peut s’agir de petits ou moyens propriétaires victimes d’une régression sociale brutale à la suite d'une crise économique.
| Nom de la victime                         | Âge | Sexe | Travail exercé                                                                           |
| Jeanne Sourier                            | 18  | F    | Journalière/ Tenancière                                                                  |
| Jean Espinou                              | 58  | M    | Journalier/Tenancier Rebière nous dit qu'il travaille alors que cela lui est déconseillé |
| Guillaume Espinou (fils de Jean Espinou)  | 40  | M    | Journalier/Tenancier                                                                     |
| Jean Espinou (oncle de Guillaume Espinou) | 50  | M    | Journalier/Tenancier                                                                     |
| Francois Prade                            | 27  | M    | Journalier/Tenancier                                                                     |
| Rose Lidon                                | 50  | F    | Journalière/Tenancière                                                                   |
| Marie Reynier                             | 50  | F    | Journalière/Tenancière                                                                   |
| Marguerite Viallarie                      | 50  | F    | Journalière/Tenancière Elle est l'épouse du laboureur du village de Poumeyrol            |
| Léonard Motier (fils de Jean d'Auvergne)  | 20  | M    | Journalier/Tenancier                                                                     |
| Francoise Marot (mère de Jean d'Auvergne) | 60  | F    | Journalière/Tenancière                                                                   |
| Francois Valade                           | 45  | M    | Journalier/Tenancier                                                                     |
| Jean Valade (fils de Francois Valade)     | 20  | M    | Journalier/Tenancier                                                                     |
| Marie Bourguet                            | 35  | F    | Journalière/Tenancière                                                                   |
| La Cardinaude                             | 50  | F    | Journalière/Tenancière                                                                   |
| Antoine Rivassou                          | 40  | M    | Journalier/Tenancier                                                                     |
| Jean Lascaux                              | 60  | M    | Journalier/Tenancier                                                                     |
| Pierre Mirat                              | 36  | M    | Journalier/Tenancier                                                                     |
| Une femme inconnue                        | ?   | F    | ?                                                                                        |

## Les conséquences de cette attaque

### Terreur et difficultés économiques pour les paysans
Le subdélégué à Brive, De Sales, explique à l'intendant que malgré les battues sans succès, les gens voient des loups « ou l'on croit en voir dans la campagne qui enlèvent des moutons et l'on dit qu'il y en a beaucoup de repandù dans toutes les paroisses voisines ». Les loups semblent partout, si bien qu' « on dit qu'il a parù un autre loup enragé sur la paroisse de favars près de Tulle, mais ce bruit vague mérite confirmation ». L'attaque a lieu pendant la période dite des « gros travaux d'été » entre avril et octobre. C'est à ce moment que s'opère le temps fort de la vie des champs, on exploite la terre, le bétail sort pour pâturer. Par peur des attaques, les paysans enferment le bétail même la journée afin d'éviter les morsures et contaminations par la rage. Si l'animal est contaminé, il sera abattu afin de ne pas contaminer d'autres bêtes.

### Le cout économique pour l'intendance
L'intendance s'étant fait la promesse de protéger les plus « malheureux » des sujets du roi, elle s'engage à rembourser les dépenses faites par les subdélégués, seigneurs, médecins, et toutes personnes impliquées dans la lutte contre ces animaux à Cornil. Pour répondre à cette tâche, l'intendant insiste auprès de son subdélégué De Sales pour que celui-ci tienne un état des dépenses précis afin que tout soit fait pour que l'intendant puisse dégager les sommes nécessaires au remboursement. « Lorsque le traitemen sera achevé, et que toutes les dépenses seront connues, vous voudres bien en former un etat général que vous diviserer par chapitre comme vous le jugeer convenable pour plus de clarté ». Le seigneur/chevalier de Cornil, D'Auberty qui s’est engagé à mener des battues pour détruire le loup enragé mais aussi tous les loups qu'il lui sera possible de tuer, précise que les battues lui occasionnent une dépense considérable. « vous deves bien jugér Monsieur que toutes ces battues mont mis dans le cas de faire beaucoup de depense en tout jenre par le concours de mile au douse cens persones qui ce rendait au château auxquels je ne pouvais me refuser dofrir des rafraichissmens […] vous voudres biens me faire renbourcér la poudre et les bales que jay ete obligé de fournir »,.
Il est demandé au subdélégué De Sales de tenir un état de la dépense. Il fut dégagé par l'intendance la somme de 2 500 livres pour rembourser l'ensemble des dépenses occasionnées par l'attaque du loup enragé. Il fut donner 672 livres « aux veuves et enfants ; des familles maltrétées. soit pour habiller les plus pauvres, payer les impositions ariérées, fournir a ceux qui avaient perdù leurs bestiaux par la rage, ou pour des secours alimentaires à plusieurs de ces malheureux, qui se trouvant sans bien, leurs pere ou mére etant mordu ; n'ayant aucune industrie pour se procurer la subsistance. après avoir bien pésé l'etat d'un chacun, il fut arrêté, qu'on donnerait tant à l'un et tant à l'autre ». Le mémoire rédigé par le chirurgien Rebière fait mention d'un total de huit cents livres pour les soins et les avances qu'il a fait aux mordus du loup enragé. Il est enfin noté quatre-vingt-seize livres pour les battues, 480 livres pour dédommager d'Auberty qui a mené les battues et quarante sols à un boucher qui avait apporté des carcasses de moutons empoisonnés dans les bois pour essayer de piéger des loups.

## Détruire les loups nuisibles
L'administration décide de détruire l'ensemble des loups de manière systématique. La généralisation des armes à feu au XVIIIe siècle augmente le nombre de chasses menées à l'encontre des loups. De Sales nous apprend dans sa lettre du 24 juin que des moutons égorgés allaient être empoisonnés pour essayer de tuer les loups, « je profitay de l'evenement des moutons qui avaient eté egorgér, pour faire inserér du poison dans les chairs de ces animeaux et les faire transporter dans les bois dans l'esperance d'empoisoner quelqu'un de ces loups ». D'Auberty organise donc des battues et les mène régulièrement dans un souci de réussite, « soies biens tranquille au sujet des batues je ne négligeray riens ». Il est secondé par le premier adjoint de de Sales, Mr de la Bachelerie « pour diriger comme ancien militaire les operations de la batüe ». À l'issue des chasses menées par le seigneur d'Auberty, (dont l'une d'elles fut composée de 1500 personnes) il fut tué un couple de loups ainsi que cinq louveteaux et le loup enragé qui semble être un individu isolé.

## Les symptômes et les soins délivrés aux blessés

### Les chirurgiens Rebière
Les frères Rebière sont appelés pour soigner les mordus du loup enragé. Le jeune frère Rebière, est un maître chirurgien à Brive de trente-cinq ans qui est aussi chargé de l’hôpital de Brive. Il est reconnu pour être le seul chirurgien assez habile pour pratiquer les interventions de chirurgie les plus délicates. Le jeune Rebière s'est transporté dans le bourg de Cornil pour être au plus près des malades et est hébergé à Cornil par d'Auberty qui parfois le seconde dans ces opérations de chirurgie. L'ainé des frères, est un chirurgien de Tulle. On ne sait que peu de choses à son sujet, mais on sait qu'il communique avec la Société Royale de Médecine afin d'obtenir des onguents et des précisions sur les soins à délivrer. Il échange aussi avec l'intendant, où il lui rend compte des observations et soins que son frère cadet lui fait remonter. Aussi il dispose des ouvrages les plus complets et avancés sur la médecine. Il rédige les rapports et mémoires des observations faites et des soins donnés par son frère cadet. Les frères Rebière disent suivre les instructions et observations de plusieurs médecins comme Etienne-Michel Bouteille, Le Roux (chirurgien-major de l'hôpital de Dijon), et Baudot. Ils rendent compte à la Société des soins délivrés et des observations qu'ils font sur les malheureux mordus de Cornil. Les analyses et observations que Rebière l'ainé communique à la Société sont publiées dans un des ouvrages de la Société.

### Les blessures
| Nom de la victime                         | Blessures |
| Jeanne Sourier                            | « mordue a la commissure des lèvres et les coups de dents pénétraient dans la bouche » « elle à une playe d'environ trois pouces sur le temporal gauche, pénétrant jusqu'à l'os deux autres sur la joue du meme cotté qui commencent sur la pömête et finissent sur la machoire inferieure, une autre playe dun pouce sur la tempe droite et trois autres sur le nez »                          |
| Jean Espinou                              | « une seule playe a la tette de 5 travers de doigt de long pénétrant jusqu'au périoste » |
| Guillaume Espinou (fils de Jean Espinou)  | « sept playes a la tette dont trois de 4 à 5 travers de doigt de long pénétrant jusqu'à los, le cartillage de l'oreille dechiré traversalement en deux et la portion superieure de bas en haut. une playe profonde dun pouce et demy de long a la base de lomoplate, des coups de dents et des ecorchures au col, et un autre coup de dent profond au dessous de la clavicule droite »          |
| Jean Espinou (oncle de Guillaume Espinou) | « deux playe a la tête, l'une posterieurement de 4 pouces de long. l'autre sur la tempe droite d'un pouce et demy de long, toutes les deux penetrant jusqu'au perioste qui s'est trouvé contus » |
| Francois Prade                            | « deux playes à la partie postérieure de la tête, l'une de 4 l'autre de 5 pouces de long, l'os a decouvert. une autre playe profonde d'un pouce de long a la partie moyenne supérieure du bras droit et plusieurs ecorchures avec ecchymose et gonflement dans toute la circonférence du bras »                                                                                                 |
| Rose Lidon                                | « six coups de dents profonds sur les lombes » |
| Marie Reynier                             | « mordue au visage » « trois playes profondes au visage, sur le sourcil la tempe et la pomete » |
| Marguerite Viallarie                      | « troies playes dont deux au visage, et l'autre a la partie superieure laterale du col » |
| Léonard Motier (fils de Jean d'Auvergne)  | « ayant eu tout le visage déchiré » « le nez ecrasé, les cartilages déchirés sur la bouche, une playe sur chaque joue de pres de 3 pouces chacune qui les perces d'outre en outre, l'une a detruit la commisure des levres du coté droit, la levre inferieure pendante sur le manton, nombre de coups de dents épars sur le visage »                                                            |
| Francoise Marot (mère de Jean d'Auvergne) | « dix coups de dents sur les lombes avec une playe fort profonde dun pouce de long » |
| Francois Valade                           | « une playe triangulaire sur la prere phalange du doigt medius gauche l'os a decouvert et deux coups de dents avec une echymose considérable a lavant bras droit » |
| Jean Valade (fils de Francois Valade)     | « trois playes au visage, l'une de deux pouces penetrant jusqu'à l'os sur le coronal ; la seconde commencant a la paupiere superieure de l'oeil droit se continue sur la racine du nez et sur la paupiere de lautre œil les os quarres du nez ecrasés, trois coups de dents sur la joue ou tempe gauche, dix a la main droite, une playe dun pouce de long a la partie posterieure du poignet » |
| Marie Bourguet                            | « deux playes profonde d'un pouce et demy de long sur les lombes du coté gauche » |
| La Cardinaude                             | « mordue grièvement au visage » « les dents incisives de la machoire superieure cassées, les deux joues fendues et percées dans toutes leur longueurs, une playe profonde sous le menton une autre d'un pouce et demy sur la tempe droite » |
| Antoine Rivassou                          | « deux playes prenant a la racine du nez et se continuant jusqu'au fond de chaque aille » |
| Jean Lascaux                              | « les chairs des playes mollasses et fongueuses » « une playe transversalle a la partie superieure du fron de trois pouces de long penetrant jusqu'à l'os trois coups de dents sur la tempe ou pomete droite » |
| Pierre Mirat                              | « deux playes a lavant bras droit avec echimose » |
| Une femme inconnue                        | ? |

### Les traitements par le chirurgien Rebière le Jeune
Ainsi, Rebière utilise plusieurs méthodes et techniques pour essayer de soulager le grand désarroi et les souffrances des malheureux mordus. Dans son rapport médical, Rebière l'ainé expose la multitude de soins que son frère délivre aux malades. Le chirurgien a fait laver les plaies des mordus dans de l'eau salée tiède. Puis il scarifie les plaies et appliqué des emplâtres vésicatoires sur celles-ci et utilise du beurre d'antimoine pour la cautérisation. Rebière pratique aussi la saignée sur Rose Lidon. En effet « ayant trouvé beaucoup de fièvre a cette personne, il la seignâ ». Malgré tout le mal que Rebière le jeune se donne pour soigner les malades, beaucoup meurent des suites de la rage. Le chirurgien maintient les plaies ouvertes au minimum quarante jours, qui est le temps moyen d'incubation du virus, dans l'espoir de l'évacuer du corps des mordus, en vain. Rose Lidon, Marguerite Viallarie, Jean Valade et Jeanne Sourier vont jusqu'à tomber dans l'hydrophobie.

### L'hydrophobie de Jeanne Sourier
Le jeune chirurgien Rebière relate dans une de ses lettres la crise d'hydrophobie de Jeanne Sourier, un témoignage très précis et rare.
« lorsque jugeant a propos de luy en faire boire une cuillerée avec quelques gouttes d'alkali volatil dedans, elle y consentit moyenant qu'elle se couvrirait les yeux pour ne pas voir le liquide, j'approuvai fort cette precaution ». Mais dès qu'elle sentit la boisson couler dans sa gorge, elle fut prise d'une démence liée à la grande douleur qui est causée par les muscles bloqués du larynx lors de la déglutition. Entrant alors dans une furie incontrôlable, elle se met à poursuivre le médecin dans toute la maison. « je le luy jettai dans la bouche mais son palais n'en fut pas plutôt mouillé qu'elle se leva comme une furie, grinca des dents, ouvrit des yeux hagards, et tendant les bras pour me saisir, me poursuivit quelque temps dans la maison , enfin voyant qu'elle ne pouvait pas m'atteindre entra dans une chambre, et du milieu, s'elanca sur son lit, comme l'aurait pu faire un sauteur, et elle y bondit pendant plusieurs minutes. son pere et sa mere qui etaient devant la porte de la maison, neurent garde d'entrer. et je puis dire, madame, que je dois peut etre la vie, a une table autour de la quelle j'eus la precaution de tourner ». D'Auberty qui fut averti par le chirurgien de sa mésaventure décida, en voyant l'état de la pauvre fille se détériorer, de l'attacher afin d'éviter tout accident. « a chaque instant il y avait beaucoup de danger de laprocher ce qui me dettermina a la faire atacher vu le risque quavait couru le pauvre ribiere je fus la voir trois fois dans le meme jour avec luy mais elle fut toujours plus furieuse ». Jeanne Sourier décède le lendemain (23 juin 1784) de sa crise d'hydrophobie. Le même jour meurt Jean Valade des suites de l'hydrophobie. Jean Valade avait été traité par un remède encore expérimental ; le venin de vipère.

### L'expérience de la vipère sur Jean Valade
« Rebière l'ainé écrit à l'intendant que cette expérience semble avoir été menée par un certain Mr de Matthis à Naples. Les frères Rebière considèrent l'utilisation du venin de la vipère comme l'ultime recours s'ils voient que tout espoir semble perdu pour sauver les mordus. L'utilisation du venin de vipère est expérimentée et théorisée par un docteur en médecine et chirurgien des armées du roi de Naples ; Mr de Mathis. Il relate qu'en 1778, il trouva un très gros chien de garde qui depuis trois jours n’avait pas voulu manger ni boire. Ce dernier avait les yeux étincelants et semblait émettre des grognements qui étaient caractéristiques de ceux produits par les chiens hydrophobes. Aussi après lui avoir mis de l'eau sous les yeux, il regarda le chien entrer en convulsions. Il décida d'abréger ses souffrances en le faisant mordre par la vipère. La vipère mord alors le chien à divers endroits. « En moins d'une heure, la tête du chien fut horriblement gonflée; après deux heures, l'animal bût beaucoup d'eau avec une grande avidité, mais il périt de ses morsures au bout de quelques heures ». Le médecin de Naples précise que cette expérience doit encore fait ses preuves, mais il pense que le venin de vipère permet de faire disparaître l'hydrophobie chez les malades. Le problème est que le venin de vipère pour les chiens, comme pour les hommes, est mortel. De Mathis précise qu'il est possible de guérir ce poison grâce à des huiles et de l'alcali volatil. Ainsi si le venin de vipère est maitrisé, il permettrait de changer l'horreur de l'eau en une grande avidité d'en boire. Les frères Rebière décident alors de tenter l'expérience sur Jean Valade. L'ainé écrit à l'intendant une lettre à l’attention de l'intendant qu'il a fait venir des vipères de Toulouse et que son frère (Rebière le jeune) lui exposa que plusieurs de ses patients étaient tombés dans l'hydrophobie ». 
« je partis le dimanche a quatre heures du matin, dans l'apres midi l'ayant reconnu dans le dernier degré de la rage, nous le fimes mordre par une vipere au petit doigt et au doigt annulaire ; des heures après les morsures n'occasionnant aucune douleur ni enflure a la partie mordue, nous choisimes une autre vipere des plus grosses et des plus vivaces et aprés l'avoir bien irritée nous la fimes mordre en deux endroits differens a l'avant bras même cöté. nous restames encore auprés du malade prés de trois heures, et nous eumes le chagrin de voir que le virus de la rage s'opposait au venin de la vipere, il fut absolument nul. nous etant rendus le lendemain a quatre heures du matin auprés du malade, nous le trouvames prés de sa fin, avec tous les symptomes de l'hydrophobie et pas un seul qui pu faire soupsoner que le venin de la vipere eut agi ». 
L'expérience est alors un échec mais les frères Rebière veulent retenter l'expérience dans le premier et second degrés de la rage sur les prochains qui tomberont dans cet état, « pour fournir la preuve du bon ou mauvais succès de ce moyen sur l'homme que semble demander le gouvernement ». Nous comprenons alors que cette expérience du venin de la vipère rentre dans le cadre de l’expérimentation de la médecine à une période où, comme nous l'avons dit, aucun remède ne permet de guérir de ce « fléau » qu'est la rage.